# Børresens Bådebyggeri
Børresens Bådebyggeri er et dansk skibsværft. Værftet som blev etableret i 1939 af brødrene Børge og Albert Børresen, er beliggende i Vejle. 
Bådebyggeriet byggede 40 finnjoller til Sommer-OL 1952 i Helsingfors, en klasse som Paul Elvstrøm vandt.
Børresens sønner begyndte på værftet 1969 og overtog virksomheden 1982, men allerede 1977 havde de sammen med fadern tegnet entypebåden BB 10, som værftet også byggede. Solingen, som blev olympisk klasse 1972, var en annan af værftets succeser och ved Sommer-OL 2000 i Sydney var tretten av de 16 både i klassen fra Børresens værft. Yngling, som var olympisk klasse både 2004 og 2008, byggedes også på værftet.
Da bådebyggeriet flyttede til en ny adresse i Vejle 2012 solgte de rettigheder og forme till Drage og BB 10 til Vejle Yacht Service.

## Bådtyper fra værftet (udvalg)
- Drage
- Soling
- Yngling
- BB 10
- Finnjolle
- Zoom 8